# Cuchillo eléctrico

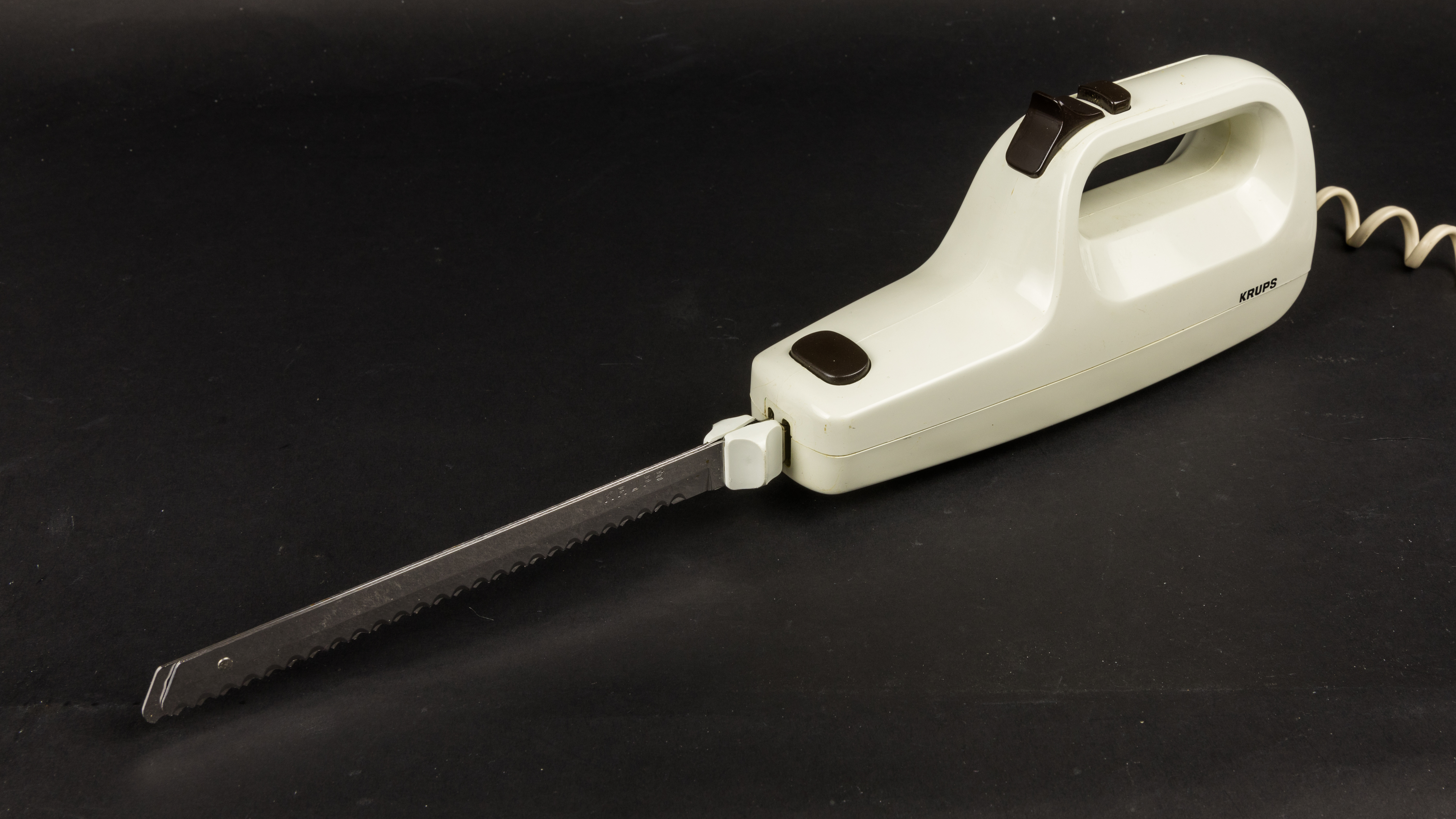
Cuchillo eléctrico

El cuchillo eléctrico es un electrodoméstico que permite cortar comida con facilidad y precisión.
El cuchillo eléctrico se le atribuye a Jerome L. Murray, a finales de los años 60, pero hay otros reclamantes como Clem E. Kosterman quien pidió una patente en 1939.
Consiste en dos hojas paralelas dentadas o aserradas que están asentadas en un motor que se deslizan siempre en sentido contrario una de la otra (cuando una avanza la otra retrocede) y se utiliza principalmente para cortar, dividir y trocear comidas que poseen texturas delicadas o complejas, donde la hoja dentada se mueve proporcionando corte en donde se aplique el cuchillo, requiriendo poca presión sobre los alimentos.
Su uso es relativamente sencillo de efectuar, pero se debe utilizar con precaución ya que corta fácilmente, por lo que un descuido podría provocar algún accidente grave en quien lo esté utilizando. Es por ello que se le considera el utensilio más peligroso de la cocina.[cita requerida]